# Stanisław Trociuk
Stanisław Trociuk (ur. 3 grudnia 1964) – polski prawnik i urzędnik państwowy, od 2002 zastępca rzecznika praw obywatelskich, w 2010 oraz w 2021 czasowo kierujący Biurem Rzecznika Praw Obywatelskich.

## Życiorys
Ukończył studia na Wydziale Prawa i Administracji Uniwersytetu Warszawskiego. Odbył następnie aplikację radcowską.
Od 1989 zatrudniony w Biurze Rzecznika Praw Obywatelskich. W latach 1995–2001 był dyrektorem Zespołu Prawa Administracyjnego i Spraw Mieszkaniowych w Biurze Rzecznika Praw Obywatelskich. W 2002 powołany na stanowisko zastępcy rzecznika praw obywatelskich. W kwietniu 2010, po śmierci rzecznika praw obywatelskich Janusza Kochanowskiego w katastrofie polskiego Tu-154 w Smoleńsku, przejął czasowo kierownictwo nad Biurem RPO. Obowiązki te wykonywał do czasu objęcia urzędu przez Irenę Lipowicz w lipcu 2010. Ponownie Biurem RPO kierował tymczasowo w lipcu 2021 po ustąpieniu Adama Bodnara ze stanowiska RPO (na skutek utraty mocy art. 3 ust. 6 ustawy o Rzeczniku Praw Obywatelskich w związku z orzeczeniem Trybunału Konstytucyjnego z 15 kwietnia 2021 o niekonstytucyjności tego przepisu) i przy jednoczesnym braku wyboru nowego rzecznika przez parlament. Sprawował tę funkcję do czasu złożenia w tym samym miesiącu przez nowo wybranego rzecznika Marcina Wiącka ślubowania przed Sejmem.

## Odznaczenia
- Srebrny Krzyż Zasługi (2000)[9]
- Odznaka Honorowa za Zasługi dla Legislacji (2025)[10]

## Wybrane publikacje
- Najem lokali mieszkalnych po nowelizacji, Warszawa: Infor, 1998, ISBN 83-87261-40-8.
- Własność lokali, Warszawa: Infor, 1998, ISBN 83-87261-52-1.
- Prawo mieszkaniowe, Warszawa: Infor, 1998, ISBN 83-87261-78-5.
- Samorząd województwa, Warszawa: Infor, 1999, ISBN 83-87936-31-6.
- Terenowe organy administracji rządowej, Warszawa: Infor, 1999, ISBN 83-87936-41-3.
- Ustawa o Rzeczniku Praw Obywatelskich. Komentarz, Łódź: Agencja Master, 2005.
- Komentarz do Ustawy o Rzeczniku Praw Obywatelskich, Warszawa: Biuro Rzecznika Praw Obywatelskich, 2014, ISBN 978-83-65029-00-3.
- Commentary to the Polish Act of the Human Rights Defender, Warszawa: Biuro Rzecznika Praw Obywatelskich, 2015, ISBN 978-83-65029-08-9.